# 수난2대 (드라마)
《수난2대》는 1989년 6월 25일에 방영된 문화방송 특집드라마이다. 하근찬의 소설 《수난이대》를 원작으로 하여 제작되었다.

## 출연진
- 김용선
- 김인문
- 김주영
- 전운
- 정성모